# Dominique Tenza
Dominique Tenza, né le 17 avril 1983, est un journaliste et un animateur de radio et de télévision français.
Il exerce sur RTL de 2008 à 2023 et sur M6 de 2021 à 2025.
Il ferait son entrée sur BFMTV à partir de la rentrée 2025.

## Biographie

### Enfance, jeunesse et formation
Dominique Tenza est titulaire d’une maitrise d’histoire. De 2006 à 2008, il fréquente l’Institut pratique du journalisme de Paris d'où il sort diplômé.
Il réalise aussi des stages chez Nostalgie Grenoble et LCI.
Il est également lauréat de la bourse Dumas, grâce à laquelle il est recruté par la radio RTL en juin 2008.

### 2008 - 2025: Carrière chez RTL
Au sein de RTL, il intègre en premier lieu le service reportage tout en prenant part à la présentation des journaux. Il traite ainsi l'affaire DSK, la révolution tunisienne ou encore l'élection du pape François.
En 2012, le jeune homme rejoint le service politique où il est chargé du suivi de la droite. Il couvre notamment l'affaire Bygmalion, la primaire de la droite et du centre de 2016 ou encore la campagne présidentielle de François Fillon,,. À partir de 2017, il assure dorénavant le suivi de Matignon.
En septembre 2019, il rejoint RTL Matin, la matinale de RTL animée par Yves Calvi, pour présenter les journaux de 6 h 0 et 7 h 0. Il est aussi remplaçant à la présentation en semaine de RTL Petit Matin, la pré-matinale de RTL.
À l'été 2020, il présente chaque week-end aux côtés d'Agnès Bonfillon Restons-unis?, une émission construite avec la Fondation de France qui met en avant les initiatives solidaires nées de la pandémie de Covid-19.
En 2021, il est en concurrence pour remplacer Thomas Sotto à la présentation de RTL Soir ainsi que Le monde tel qu'il est mais c'est Julien Sellier qui est choisi. À partir du 23 août de la même année, il présente désormais les journaux de 6 h 30 et de 8 heures de RTL Matin.
Le 22 juin 2025, il fait ses adieux au Groupe M6 et à RTL à la fin du 19:45.

### 2021 - 2025: Présentateur dans le groupe M6
Durant les vacances de la Toussaint de 2021, il rejoint les équipes de la rédaction des journaux télévisés de M6 (RTL appartient au même groupe que la chaîne) et présente le 12:45 et le 19:45 lors des week-end en remplacement de Nathalie Renoux,,. À partir des vacances de Noël 2021, il est le "joker" de Xavier de Moulins à la tête du 19:45.
Le 6 janvier 2023, Dominique Tenza est nommé à la tête des journaux du week-end de la chaîne, succédant à Nathalie Renoux qui remplace Kareen Guiock Thuram qui présentait le 12:45.
À partir de novembre 2024, il est à la présentation de Secrets d'actualité sur W9 (chaîne du groupe M6), émission de retour après avoir été diffusée durant les années 2000,.
En 2025, il présente l'édition spéciale sur M6 après la victoire du PSG en Ligue des champions.
Le 22 juin 2025, il fait ses adieux au Groupe M6 et à RTL à la fin du 19:45.
Le 27 juin 2025, il a été annoncé qu'Ashley Chevalier reprendra la présentation des journaux télévisés de M6, le "12:45" et le "19:45", du vendredi au dimanche, et ce, dès le 22 août 2025. Elle remplacera à ce poste Dominique Tenza.

### Depuis 2025: Arrivée chez BFMTV
Selon le magazine "Challenges", relayé par plusieurs sources, Dominique Tenza ferait son entrée sur BFMTV pour présenter la matinale, en remplacement de Christophe Delay. Ce dernier prendrait les rênes du "Dej info" d'Ashley Chevalier. Cette information reste à confirmer par un communiqué de presse officiel de BFMTV.
Le 3 juillet 2025, BFMTV a confirmé que Dominique Tenza serait à la tête de la matinale de BFMTV avec Perrine Storme pour présenter la nouvelle matinale : BFM PREMIÈRE en remplacement de Christophe Delay qui serait sur la tranche du midi avec Roselyne Dubois.

## Distinction
En 2017, Dominique Tenza reçoit le Prix Varenne de la radio pour un reportage nommé Joigny, cette France qu'on n'entend pas dressant le portrait d'une ville moyenne et diffusé en février 2017 sur RTL.